# Lista de fábricas de semicondutores
Esta é uma lista de fábricas de semicondutores. Uma planta de fabricação de semicondutores é onde circuitos integrados (CIs), também conhecidos como microchips, são fabricados. Eles são operados por Fabricantes de Dispositivos Integrados (FDIs) que projetam e fabricam CIs internamente e também podem fabricar somente projetos (empresas sem fábrica), ou por fundições Pure Play, que fabricam projetos de empresas sem fábrica e não projetam seus próprios CIs. Algumas fundições Pure Play, como a TSMC, oferecem serviços de design de CI, e outras, como a Samsung, projetam e fabricam CIs para os clientes, ao mesmo tempo em que projetam, fabricam e vendem seus próprios CIs.

## Glossário de termos
- Tamanho do wafer - maior diâmetro do wafer que uma instalação é capaz de processar. (Os wafers semicondutores são circulares).
- Nódulo de tecnologia de processo - tamanho dos menores recursos que a instalação é capaz de gravar nos wafers.
- Capacidade de produção - a capacidade nominal de uma instalação de manufatura. Geralmente, máximo de wafers produzidos por mês.
- Utilização - o número de wafers que uma fábrica processa em relação à sua capacidade de produção.
- Tecnologia/produtos - tipo de produto que a instalação é capaz de produzir, já que nem todas as fábricas podem produzir todos os produtos do mercado.

## Fábricas em operação
As fábricas operacionais incluem:
| Companhia | Nome da fábrica                             | Localização da fábrica            | Custo da fábrica (em bilhões de US$) | Ano de início de produção | Tamanho do wafer (mm) | Nódulo de tecnologia de processo (nm) | Capacidade produtiva (Wafers/Mês) | Tecnologia / produtos                                               |
| --- | ------------------------------------------- | --------------------------------- | ------------------------------------ | ------------------------- | --------------------- | ------------------------------------- | --------------------------------- | ------------------------------------------------------------------- |
| UMC - He Jian                                                                                                | Fab 8N                                      | China, Sucheu                     | 0.750, 1.2, +0.5                     | Maio de 2003              | 200                   | 4000–1000, 500, 350, 250, 180, 110    | 77,000                            | Fundição                                                            |
| UMC | Fab 6A                                      | Taiwan, Hsinchu                   | 0.35                                 | 1989                      | 150                   | 450                                   | 31,000                            | Fundição                                                            |
| UMC | Fab 8AB                                     | Taiwan, Hsinchu                   | 1                                    | 1995                      | 200                   | 250                                   | 67,000                            | Fundição                                                            |
| UMC | Fab 8C                                      | Taiwan, Hsinchu                   | 1                                    | 1998                      | 200                   | 350–110                               | 37,000                            | Fundição                                                            |
| UMC | Fab 8D                                      | Taiwan, Hsinchu                   | 1.5                                  | 2000                      | 200                   | 90                                    | 31,000                            | Fundição                                                            |
| UMC | Fab 8E                                      | Taiwan, Hsinchu                   | 0.96                                 | 1998                      | 200                   | 180                                   | 37,000                            | Fundição                                                            |
| UMC | Fab 8F                                      | Taiwan, Hsinchu                   | 1.5                                  | 2000                      | 200                   | 150                                   | 40,000                            | Fundição                                                            |
| UMC | Fab 8S                                      | Taiwan, Hsinchu                   | 0.8                                  | 2004                      | 200                   | 350–250                               | 31,000                            | Fundição                                                            |
| UMC | Fab 12A                                     | Taiwan, Tainan                    | 4.65, 4.1, 6.6, 7.3                  | 2001, 2010, 2014, 2017    | 300                   | 28, 14                                | 87,000                            | Fundição                                                            |
| UMC | Fab 12i                                     | Singapura                         | 3.7                                  | 2004                      | 300                   | 130–40                                | 53,000                            | Fundição                                                            |
| UMC - United Semiconductor                                                                                   | Fab 12X                                     | China, Xiamen                     | 6.2                                  | 2016                      | 300                   | 55–28                                 | 19,000-25,000 (2021)              | Fundição                                                            |
| UMC - USJC (antes MIFS) (antes Fujitsu)                                                                      | Fab 12M (instalações originais Fujitsu)     | Japão, Mie                        |                                      | 1974                      | 150, 200, 300         | 90–40                                 | 33,000                            | Fundição                                                            |
| Texas Instruments                                                                                            | FFAB                                        | Alemanha, Baviera, Frisinga       |                                      |                           | 200                   | 1000–180                              |                                   |                                                                     |
| Texas Instruments (antes National Semiconductor)                                                             | MFAB                                        | EUA, Maine, South Portland        | .932                                 | 1997                      | 200                   | 350, 250, 180                         |                                   |                                                                     |
| Texas Instruments                                                                                            | RFAB                                        | EUA, Texas, Richardson            |                                      | 2009                      | 300                   | 180, 130                              |                                   | BiCMOS                                                              |
| Texas Instruments                                                                                            | DMOS6                                       | EUA, Texas, Dallas                |                                      |                           | 300                   | 130–65, 45                            |                                   |                                                                     |
| Texas Instruments                                                                                            | DMOS5                                       | EUA, Texas, Dallas                |                                      |                           | 200                   | 180                                   |                                   | BiCMOS                                                              |
| Texas Instruments                                                                                            | DFAB                                        | EUA, Texas, Dallas                |                                      | 1964                      | 150/200               | 1000–500                              |                                   |                                                                     |
| Texas Instruments                                                                                            | SFAB                                        | EUA, Texas, Sherman               |                                      |                           | 150                   | 2000–1000                             |                                   |                                                                     |
| Texas Instruments                                                                                            | DHC                                         | EUA, Texas, Dallas                |                                      | 2019                      |                       |                                       |                                   | Fundição                                                            |
| Texas Instruments                                                                                            | DBUMP                                       | EUA, Texas, Dallas                |                                      | 2018                      |                       |                                       |                                   | Fundição                                                            |
| Texas Instruments                                                                                            | MIHO8                                       | Japão, Ibaraki, Miho              |                                      |                           | 200                   | 350–250                               |                                   | BiCMOS                                                              |
| Texas Instruments                                                                                            | Aizu                                        | Japão, Fukushima, Aizuwakamatsu   |                                      |                           | 200                   | 110                                   |                                   |                                                                     |
| Texas Instruments (antes SMIC - Cension)                                                                     | Chengdu (CFAB)                              | China, Sichuan, Chengdu           |                                      |                           | 200                   |                                       |                                   |                                                                     |
| Tsinghua Unigroup                                                                                            |                                             | China, Nanjing                    | 10 (primeira fase), 30               | Planejada                 | 300                   |                                       | 100,000 (primeira fase)           | 3D NAND Flash                                                       |
| Tsinghua Unigroup - XMC (antes Xinxin)                                                                       | Fab 1                                       | China, Wuhan                      | 1.9                                  | 2008                      | 300                   | 90, 65, 60, 50, 45, 40, 32            | 30,000                            | Fundição, NOR                                                       |
| Tsinghua Unigroup - Yangtze Memory Technologies (YMTC) - XMC (antes Xinxin)                                  | Fab 2                                       | China, Wuhan                      | 24                                   | 2018                      | 300                   | 20                                    | 200,000                           | 3D NAND                                                             |
| SMIC | S1 Mega Fab (S1A/S1B/S1C)                   | China, Shanghai                   |                                      |                           | 200                   | 350–90                                | 114,000                           | Fundição                                                            |
| SMIC | S2 (Fab 8)                                  | China, Shanghai                   |                                      |                           | 300                   | 45/40–32/28                           | 20,000                            | Fundição                                                            |
| SMIC - SMSC                                                                                                  | SN1                                         | China, Shanghai                   | 10 (expected)                        | Predefinição:Tba          | 300                   | 12 / 14                               | 70,000                            | Fundição                                                            |
| SMIC | B1 Mega Fab (Fab 4, Fab 6)                  | China, Pequim                     |                                      | 2004                      | 300                   | 180–90/55                             | 50,000                            | Fundição                                                            |
| SMIC | B2A                                         | China, Pequim                     | 3.59                                 | 2014                      | 300                   | 45/40–32/28                           | 35,000                            | Fundição                                                            |
| SMIC | Fab 7                                       | China, Tianjin                    |                                      | 2004                      | 200                   | 350–90                                | 50,000                            | Fundição                                                            |
| SMIC | Fab 15                                      | China, Shenzhen                   |                                      | 2014                      | 200                   | 350–90                                | 50,000                            | Fundição                                                            |
| SMIC | SZ (Fab 16A/B)                              | China, Shenzhen                   |                                      | 2019                      | 300                   | 8 / 14                                | 40,000                            | Fundição                                                            |
| SMIC | B3                                          | China, Beijing                    | 7.6                                  | Predefinição:Tba          | 300                   |                                       | 35,000                            | Fundição                                                            |
| Wuxi Xichanweixin (antes SMIC - LFoundry) (antes LFoundry) (antes Micron) (antes Texas Instruments)          | LF                                          | Itália, Avezzano                  |                                      | 1995                      | 200                   | 180–90                                | 50,000                            |                                                                     |
| Nanya | Fab                                         | Taiwan                            |                                      | 199x                      | 300                   |                                       |                                   | DRAM                                                                |
| Nanya | Fab 2                                       | Taiwan, Linkou                    | 0.8                                  | 2000                      | 200                   | 175                                   | 30,000                            | DRAM                                                                |
| Nanya | Fab 3A                                      | Taiwan, New Taipei City           | 1.85                                 | 2018                      | 300                   | 20                                    |                                   | DRAM                                                                |
| Micron | Fab 1                                       | EUA, VA, Manassas                 |                                      | 1981                      | 300                   |                                       |                                   | DRAM                                                                |
| (futura Texas Instruments) Micron (antes IM Flash)                                                           | Fab 2 IMFT                                  | EUA, UT, Lehi                     |                                      |                           | 300                   | 25                                    | 70,000                            | DRAM, 3D XPoint                                                     |
| Micron | Fab 4                                       | EUA, ID, Boise                    |                                      |                           | 300                   |                                       |                                   | RnD                                                                 |
| Micron (antes Dominion Semiconductor)                                                                        | Fab 6                                       | EUA, VA, Manassas                 |                                      | 1997                      | 300                   | 25                                    | 70,000                            | DRAM, NAND FLASH, NOR                                               |
| Micron (antes TECH Semiconductor)                                                                            | Fab 7 (antes TECH Semiconductor, Cingapura) | Singapura                         |                                      |                           | 300                   |                                       | 60,000                            | NAND FLASH                                                          |
| Micron (antes IM Flash)                                                                                      | Fab 10                                      | Singapura                         | 3                                    | 2011                      | 300                   | 25                                    | 100,000                           | NAND FLASH                                                          |
| Micron (antes Inotera)                                                                                       | Fab 11                                      | Taiwan, Taoyuan                   |                                      |                           | 300                   | 20 and under                          | 80,000                            | DRAM                                                                |
| Micron | Fab 13                                      | Singapura                         |                                      |                           | 200                   |                                       |                                   | NOR                                                                 |
| Micron |                                             | Singapura                         |                                      |                           | 200                   |                                       |                                   | NOR Flash                                                           |
| Micron | Micron Semiconductor Asia                   | Singapura                         |                                      |                           |                       |                                       |                                   |                                                                     |
| Micron |                                             | China, Xi'an                      |                                      |                           |                       |                                       |                                   |                                                                     |
| Micron (antes Elpida Memory)                                                                                 | Fab 15 (antes Elpida Memory, Hiroshima)     | Japão, Hiroshima                  |                                      |                           | 300                   | 20 and under                          | 100,000                           | DRAM                                                                |
| Micron (antes Rexchip)                                                                                       | Fab 16 (antes Rexchip, Taichung)            | Taiwan, Taichung                  |                                      |                           | 300                   | 30 and under                          | 80,000                            | DRAM, FEOL                                                          |
| Micron (antes Cando)                                                                                         | Micron Memory Taiwan                        | Taiwan, Taichung                  |                                      | ?, 2018                   | 300                   |                                       |                                   | DRAM, BEOL                                                          |
| Micron | A3                                          | Taiwan, Taichung                  |                                      | Sob construção            | 300                   |                                       |                                   | DRAM                                                                |
| Intel | D1B                                         | EUA, OR, Hillsboro                |                                      | 1996                      | 300                   | 10 / 14 / 22                          |                                   | Microprocessadores                                                  |
| Intel | D1C                                         | EUA, OR, Hillsboro                |                                      | 2001                      | 300                   | 10 / 14 / 22                          |                                   | Microprocessadores                                                  |
| Intel | D1D                                         | EUA, OR, Hillsboro                |                                      | 2003                      | 300                   | 7 / 10 / 14                           |                                   | Microprocessadores                                                  |
| Intel | D1X                                         | EUA, OR, Hillsboro                |                                      | 2013                      | 300                   | 7 / 10 / 14                           |                                   | Microprocessadores                                                  |
| Intel | Fab 12                                      | EUA, AZ, Chandler                 |                                      | 1996                      | 300                   | 14 / 22 / 65                          |                                   | Microprocessadores & chipsets                                       |
| Intel | Fab 32                                      | EUA, AZ, Chandler                 | 3                                    | 2007                      | 300                   | 45                                    |                                   |                                                                     |
| Intel | Fab 32                                      | EUA, AZ, Chandler                 |                                      | 2007                      | 300                   | 22 / 32                               |                                   | Microprocessadores                                                  |
| Intel | Fab 42                                      | EUA, AZ, Chandler                 | 10                                   | 2020                      | 300                   | 7 / 10                                |                                   | Microprocessadores                                                  |
| Intel | 2, unknown                                  | EUA, AZ, Chandler                 | 20                                   | 2024                      |                       |                                       |                                   | Microprocessadores                                                  |
| Intel | Fab 11x                                     | EUA, NM, Rio Rancho               |                                      | 2002                      | 300                   | 32 / 45                               |                                   | Microprocessadores                                                  |
| Intel (antes Micron) (antes Numonyx) (antes Intel)                                                           | Fab 18                                      | Israel, Kiryat Gat                |                                      | 1996                      | 200, 300              | 45 / 65 / 90 / 180                    |                                   | Microprocessadores e chipsets, NOR flash                            |
| Intel | Fab 10                                      | Irlanda, Leixlip                  |                                      | 1994                      | 200                   |                                       |                                   |                                                                     |
| Intel | Fab 14                                      | Irlanda, Leixlip                  |                                      | 1998                      | 200                   |                                       |                                   |                                                                     |
| Intel | Fab 24                                      | Irlanda, Leixlip                  |                                      | 2004                      | 300                   | 14 / 65 / 90                          |                                   | Microprocessadores, chipsets e Comms                                |
| Intel | Fab 28                                      | Israel, Kiryat Gat                |                                      | 2008                      | 300                   | 10 / 22 / 45                          |                                   | Microprocessadores                                                  |
| Intel | Fab 68                                      | China, Dalian                     | 2.5                                  | 2010                      | 300                   | 65                                    | 30,000–52,000                     | Microprocessadores (antes), VNAND                                   |
| Intel |                                             | Costa Rica, Heredia, Belén        |                                      | 1997                      | 300                   | 14 / 22                               |                                   | Packaging                                                           |
| General Motors Components Holdings                                                                           | Fab III                                     | EUA, IN, Kokomo                   |                                      |                           | 125/200               | 500+                                  |                                   |                                                                     |
| Raytheon Systems Ltd                                                                                         |                                             | Reino Unido, Scotland, Glenrothes |                                      | 1960                      | 100                   |                                       |                                   | CMOS-on-SiC, Fundição                                               |
| BAE Systems (antes Sanders)                                                                                  |                                             | EUA, NH, Nashua                   |                                      | 1985                      | 100, 150              | 140, 100, 70, 50                      |                                   | MMIC, GaAs, GaN-on-SiC, Fundição                                    |
| Flir Systems                                                                                                 |                                             | EUA, CA, Santa Barbara            |                                      |                           | 150                   |                                       |                                   | IR Detectors, Thermal Imaging Sensors                               |
| Teledyne DALSA                                                                                               | Teledyne DALSA Semiconductor                | Canadá, QC, Bromont               |                                      | 1980                      | 150/200               |                                       |                                   | HV ASICs, HV CMOS, MEMS, CCD                                        |
| Teledyne e2v                                                                                                 | Teledyne e2v                                | Reino Unido, Chelmsford, Essex    |                                      | 1980                      | 150/200               |                                       |                                   | CCD Fab, CMOS Packaging, III-V, MCT, 6 inch and 8 inch backthinning |
| Qorvo (antes RF Micro Devices)                                                                               |                                             | EUA, NC, Greensboro               |                                      |                           | 100,150               | 500                                   | 8,000                             | SAW filters, GaAs HBT, GaAs pHEMT, GaN                              |
| Qorvo (antes TriQuint Semiconductor) (antes Micron) (antes Texas Instruments) (antes TwinStar Semiconductor) |                                             | EUA, TX, Richardson               | 0.5                                  | 1996                      | 100, 150, 200         | 350, 250, 150, 90                     | 8,000                             | DRAM (antes), BAW filters, power amps, GaAs pHEMT, GaN-on-SiC       |
| Qorvo (antes TriQuint Semiconductor)                                                                         |                                             | EUA, OR, Hillsboro                |                                      |                           | 100, 150              | 500                                   |                                   | Power amps, GaAs                                                    |
| Apple (antes Maxim) (antes Samsung)                                                                          | X3                                          | EUA, CA, San Jose                 |                                      | ?, 1997, 2015             |                       | 600–90                                |                                   |                                                                     |
| Analog Devices                                                                                               | Limerick                                    | Irlanda, Limerick                 |                                      |                           | 200                   |                                       |                                   |                                                                     |
| Analog Devices                                                                                               | Wilmington                                  | EUA, MA, Wilmington               |                                      |                           | 200/150               |                                       |                                   |                                                                     |
| Analog Devices (antes Linear Technology)                                                                     | Hillview                                    | EUA, CA, Milipitas                |                                      |                           | 150                   |                                       |                                   |                                                                     |
| Analog Devices (antes Linear Technology)                                                                     | Camas                                       | EUA, WA, Camas                    |                                      |                           | 150                   |                                       |                                   |                                                                     |
| Analog Devices (antes Maxim Integrated)                                                                      | MaxFabNorth                                 | EUA, OR, Beaverton                |                                      |                           |                       |                                       |                                   |                                                                     |
| ISRO | SCL                                         | Índia, Mohali                     |                                      | 2006                      | 200                   | 180                                   |                                   | MEMS, CMOS, CCD, N.S.                                               |
| STAR-C | MEMS                                        | Índia, Bangalore                  |                                      | 1996                      | 150                   | 1000–500                              |                                   | MEMS                                                                |
| STAR-C | CMOS                                        | Índia, Bangalore                  |                                      | 1996                      | 150                   | 1000–500                              |                                   | CMOS                                                                |
| GAETEC | GaAs                                        | Índia, Hyderabad                  |                                      | 1996                      | 150                   | 700–500                               |                                   | MESFET                                                              |
| Tower Semiconductor (antes Maxim)(antes Philips)(antes VLSI)                                                 | Fab 9                                       | EUA, TX, San Antonio              |                                      | 2003                      | 200                   | 180                                   |                                   |                                                                     |